# Lithocarpus vidalianus
Lithocarpus vidalianus là một loài thực vật có hoa trong họ Cử. Loài này được A.Camus mô tả khoa học đầu tiên năm 1952.